# Regalskeppet Nyckeln (1664)
Nyckeln, eller Nyckelen, var ett regalskepp som byggdes 1664 under ledning av den engelske skeppsbyggaren Thomas Day på Bodekulls skeppsgård vid Bodekull, nuvarande Karlshamn, i Blekinge och hon sjösattes 1665.

## Skeppets förlisning
Nyckeln tjänstgjorde som amiralsskepp för Hans Wachtmeister under krigsåren 1677–78 i slagen utanför Öland. Den 20 juli 1679 då hon seglade under major Frans Lauws befäl, blev hon injagad från norr av danska flottan i Kalmarsund och där stötte hon på grund vid Skallö mellan Skäggenäs och Kalmar. Svenska örlogsflottans eskader jagades av fjorton danska skepp och för att Nyckeln inte skulle falla i fiendens händer blev hon satt i brand av sin egen besättning. När elden nådde krutdurken exploderade skeppet och sjönk på den plats som i dag kallas för Nyckelns prick. Vraket har i senare tid lokaliserats.

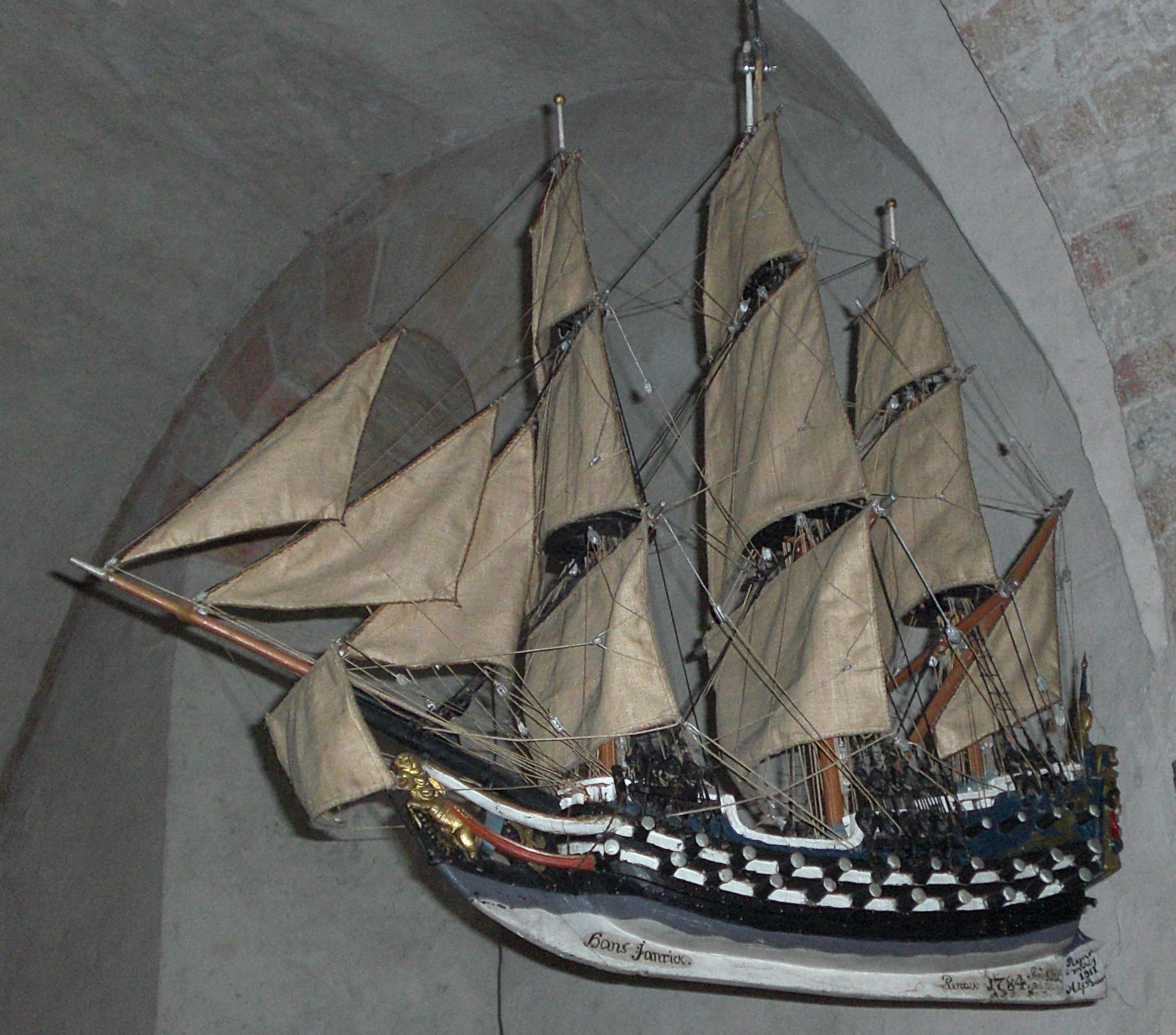
Votivskepp av Nyckeln daterat 1682 i Gärdslösa kyrka på Öland. Skeppet är tillverkat av en sjöman som varit med ombord.

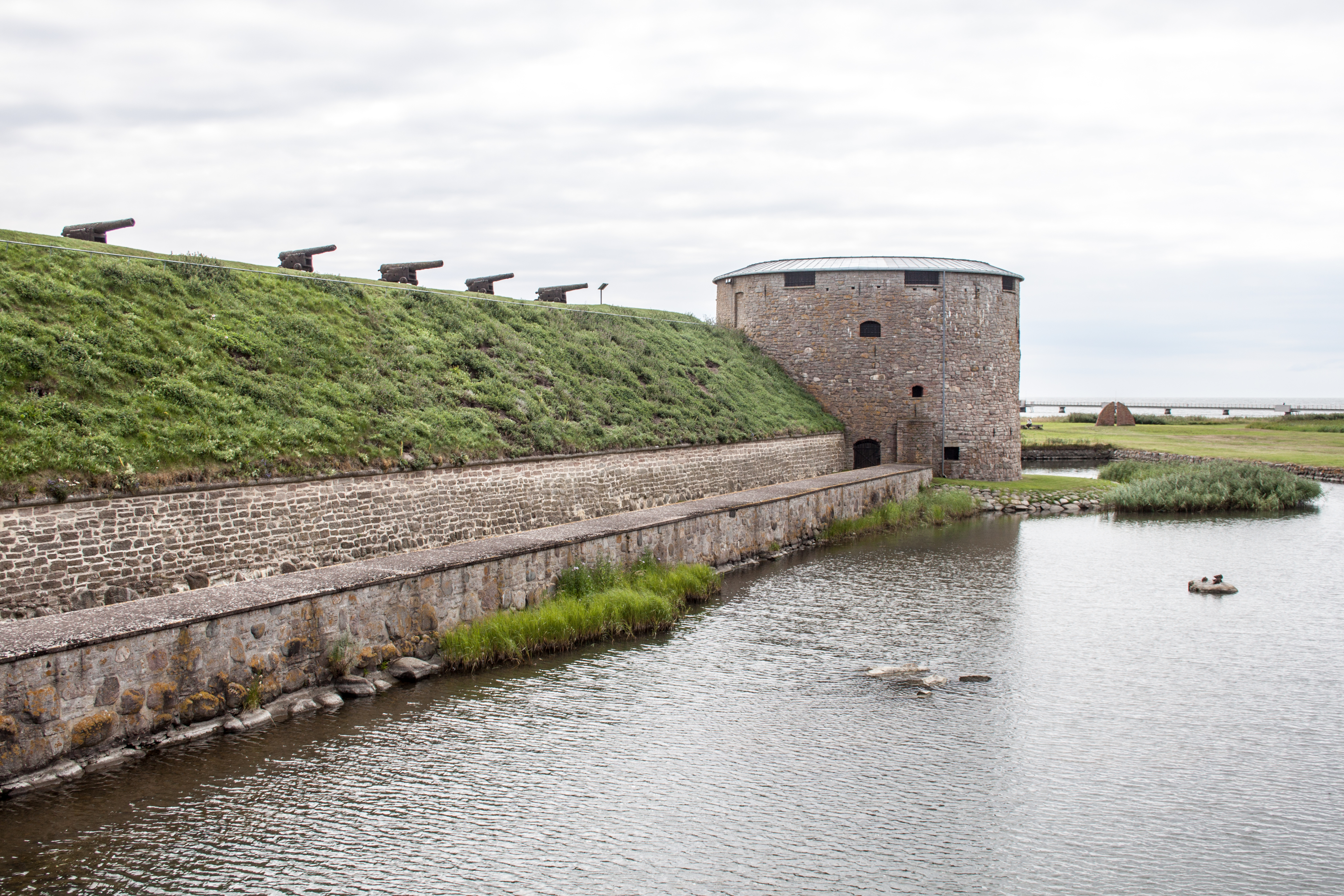
De uppradade kanonerna på Kalmar slotts vallar.

Skeppet var bestyckat med 94 kanoner varav ett stort antal har bärgats vid följande tillfällen; 1686, 1766, 1841 och 1908/09. Den första bärgningen inleddes 1685 under ledning av kommendör Pål Rump. Några av kanonerna står uppställda på Kalmar slotts vallar.